# Manrique Gil de Soverosa
Manrique Gil de Soverosa (c.1210 - Depois de 1281), foi um importante rico-homem português dos meados do século XIII. Como vários seus homólogos, Manrique envolveu-se na guerra que grassou em Portugal entre 1245-47 e que opunha Sancho II de Portugal e o seu irmão, o conde Afonso de Bolonha. 

## Primeiros anos
Nascido possivelmente depois de 1213, Manrique era filho de Gil Vasques de Soverosa e da sua segunda esposa, Sancha Gonçalves de Orvaneja, sendo assim meia-irmão do importante rico-homem e valido  de Sancho II de Portugal, Martim Gil de Soverosa, e irmão do trovador Vasco Gil de Soverosa. 

## Na corte

### Conflitos internos em Portugal
O papel dos Soverosas começa a ganhar especial relevância precisamente entre as décadas de 30 e 40, quando Martim Gil começou a deter uma grande influência na cúria. Tendo em conta que o meio-irmão fora o braço-direito de Sancho II de Portugal, Manrique toma o partido do monarca, tornando-se num dos ricos-homens que se opuseram ao partido do conde Afonso de Bolonha, no conflito de 1245. Em dezembro de 1247, Manrique participa na doação que Martim Gil faz, com todos os seus irmãos, com exceção de Fernão e Guiomar Gil, de bens paternos, sitos em Amarante, a Gonçalo Gil, seu meio-irmão.

## Exílio
O conde de Bolonha declarou-se vencedor do conflito em 1247, e Sancho, que Manrique apoiava, e que havia sido deposto por uma bula do Papa Inocêncio IV, sai definitivamente de Portugal e refugia-se em Toledo, Reino de Castela, onde falece no ano seguinte. Manrique, bem como os seus irmãos, o valido Martim Gil, João e Vasco Gil, acompanham, assim, o deposto monarca para o exílio em Castela. 
Os irmãos participaram na tomada de Sevilha de 1248, junto a muitos outros aristocratas (de entre os quais vários portugueses), e surge entre os recompensados, em 1253, por Fernando III de Leão e Castela com herdades na cidade (Repartimientos). Manrique recebeu uma doação composta de sessenta arançadas e oito jugadas, no termo de Tejada. Juntamente com o seu meio-irmão João Gil de Soverosa, integrou o conjunto de vinte e seis nobres portugueses que participaram também na conquista de Guadalquivir.
A estadia em Castela foi importante para vários membros da família: o seu irmão Vasco, além de ter contactado com a cultura trovadorescafez também casamentos vanatajosos: a filha, Sancha Vasques de Soverosa, com o magnate Fernão Fernandes de Lima, filho de Fernão Anes de Lima e Teresa Anes da Maia. O casamento do filho deste, Gil Vasques II de Soverosa com Aldonça Anes da Maia, neta de Martim Pires da Maia e prima direita do noivo de Sancha, pode ter sido também concertado nesse período. Os seus irmãos Martim e Teresa produziam algumas alianças que prometiam sucesso: a sua sobrinha, Sancha Afonso de Leão, filha bastarda de Teresa Gil de Soverosa e Afonso IX de Leão, desposava Simão Rodrigues dos Cameros, irmão da deposta rainha Mécia Lopes de Haro; uma outra sua sobrinha, Teresa, filha de Martim Gil de Soverosa, desposava Rodrigo Anes de Meneses, filho de João Afonso de Albuquerque e Berengária Gonçalves Girão. 
Sabe-se que tanto João Gil, que terá acompanhado o séquito da infanta Beatriz, sua sobrinha, quando esta se deslocou para Portugal em 1253 para desposar o então rei Afonso III de Portugal, e Vasco, que se encontraria em Portugal em 1258, acabaram por regressar ao reino português. Não é o caso, contudo de Manrique e do seu meio-irmão Martim Gil, por seu turno, parecem ter-se mantido por terras castelhanas. Martim encontra-se ainda em Castela em 1259, a presenciar, em Toledo, a investidura de Frederico III da Lorena..

### Vida em Castela
Sabe-se que Manrique mantinha as suas propriedades portuguesas, apesar de não ter regressado a Portugal, como consta nas Inquirições Gerais de 1258. Casou possivelmente com a leonesa Teresa Ramires, entre o final da década de 50 e o início da de 60 do século, fortalecendo os laços entre as famílias de Soverosa e Girão, uma vez que Teresa era sobrinha da sua madrasta, Maria Gonçalves Girão, terceira mulher do seu pai. Não parecem ter tido filhos, uma vez que Teresa, no seu testamento redigido em 1276, não menciona nem o esposo nem qualquer descendente.
Desconhece-se a posição que terá tomado durante a revolta nobiliárquica que sacudiu o reino em 1272, embora, numa carta datada desse mesmo ano, se relatem os danos de Manrique Gil ao Mosteiro de Lorenzana, onde expulsou os monges e lhes arrebatou as propriedades que detinham. Afonso X de Leão e Castela protegeu os monges, ordenando a Manrique que lhes devolvesse os bens retirados. No entanto, o monarca, em janeiro de 1278, entrega a Manrique o cargo de Adiantado-mor (ou Meirinho-mor) do Reino de Leão e das Astúrias, que mantém, pelo menos, até ao ano seguinte, embora a posse do cargo se possa estender até 1281. Em outubro de 1278 recebeu a tenência de Torres de León.
Desconhece-se a data de morte de Manrique, mas deverá ter sido posterior a 1281. Quando Dinis I de Portugal media a partição dos bens de Manrique Gil, em 1289, apresentam-se como seus herdeiros os sobrinhos, Martim Anes de Soverosa e Guiomar Gil II de Soverosa.

## Matrimónio e descendência
Manrique desposou, entre o final da década de 50 e início da de 60 do século XIII, Teresa Ramires (m. c. 1276), filha de Ramiro Froilaz e sobrinha de Maria Gonçalves Girão, terceira mulher do seu pai. Não parece ter havido descendência deste matrimónio, mas sabe-se que, através do patronímico e das posses detidas, que Manrique teve pelo menos uma filha, provavelmente bastarda:
- Sancha Manriques de Soverosa (m. depois de 1296), referida nas partições testamentárias do seu primo Martim Anes de Soverosa, feitas nesse ano de 1296[16]. Provavelmente era menor na partição de 1289, não paracendo, por isso, na lista dos herdeiros[16].